# Paul Ryzhenko
Pavel Igorevici Ryzhenko (n. 11 iulie 1970, Kaluga, RSFS Rusă, URSS – d. 16 iulie 2014, Moscova, Rusia) a fost un renumit pictor rus. Adept al "realismului clasic". Abordează în tematicile lucrărilor sale o viziune ortodoxă a Rusiei, reușind astfel să se evidențieze ca unul din cei mai importanți pictori ortodocși din întreaga lume. Considerat de criticii de artă drept unul dintre cei mai talentați tineri absolvenți ai Academiei Ruse de Pictură. 

## Studii
- Liceul de artă plastică din cadrul Institutului Surikov din Moscova(1982).
- Academia Rusă de Pictură, Sculptură și Arhitectură (clasa Ilia Glazunov - Artist al Poporului din Rusia) - 1990
- Deținător al diploma Kalka - 1996.

## Activitate profesională
- Pictor independent între 1996 - 1999.
- Profesor la Academia Rusă de Pictură, Sculptură și Arhitectură din Moscova (din 1999).

## Expoziții
- Expoziție personală (1 -12 ianuarie 2006, New Manej, George Lane, 3)
- Expoziție personală (2005, New Manej)
- Expoziție personală (septembrie 2004, Casa Centrală a Artiștilor Plastici din Moscova)
- Expoziție personală (2003, Casa Centrală a artiștilor din Krymskiy Val)
- Prima expoziție personală (2001, Serviciul de Informații Externe al Federației Ruse).
- Prima expoziție de interes major (1994)

## Despre Paul Ryzhenko
- Profesorul său, Ilia Glazunov, a declarat că "Paul Ryzhenko este un artist foarte talentat și muncitor ce are un mare viitor."
- Galina Vishnevskaya l-a numit pe Ryzhenko "un maestru al școlii ruse clasice de pictură".